# Simon Andreassen
Simon Lien Andreassen (nascut el 30 de setembre de 1997) és un esportista danès que competeix en ciclisme de muntanya en la disciplina de Cross Country Olímpic (XCO). Ha competit reiterades ocasions en la UCI Mountain Bike World Cup. Des de les categories inferiors del ciclisme ha mostrat tota la seva gran qualitat i tècnica com a ciclista. Va guanyar tres medalles en la UCI Mountain Bike World, entre els anys 2015 i 2018, i tres medalles en el Campionat Europeu de XCO entre el 2017 i 2019.

## Palmarès

### BTT
2014
1r  Campionats del Món Júnior UCI XCO
1r  Campionats d'Europa Júnior UCI XCO
2015
1r  Campionats del Món Júnior UCI XCO
1r  Campionats d'Europa Júnior UCI XCO
1r  Campionats Nacionals Dinamarca Júnior XCO
2n  Campionats del Món UCI XCR
2016
1r  Campionats Nacionals Dinamarca XCO
2017
2n  Campionats del Món UCI XCR
3r  Campionats d'Europa Sots-23 UCI XCO
3r  Campionats Nacionals Dinamarca XCO
2018
3r  Campionats del Món UCI XCR
2020
1r  Campionats Nacionals Dinamarca XCO
Copa del Món UCI XCO
1r Nové Město #1
3r  Campionats del Món UCI E-MTB XCO

### Ciclocròs
2013–14
1r  Campionats Nacionals Dinamarca Júnior UCI
2014–15
1r  Campionats del Món Júnior UCI
1r  Campionats Nacionals Dinamarca UCI
Copa del Món Júnior UCI
3r  Ciclocrós Namur
2015–16
1r  Campionats Nacionals Dinamarca
2016–17
1r  Campionats Nacionals Dinamarca